# Meliboeus potanini
Meliboeus potanini es una especie de escarabajo del género Meliboeus, familia Buprestidae. Fue descrita científicamente por Obenberger en 1929.